# 城关镇 (南郑县)
城关镇是中国陕西省汉中市南郑区已撤消的一个镇。2011年，汉中市人民政府向陕西省人民政府申请，将南郑县的城关镇改为汉山镇。撤消时，下辖29个村，面积57.26平方公里，总人口62868，政府驻地周家坪。汉山镇政府驻地仍为周家坪。

## 行政区划
城关镇下辖以下行政区：
东城社区、西城社区、周家坪村、马家坪村、王家山村、何家湾村、保卫村、元角村、白家湾村、赵家湾村、岳树岭村、郑家磅村、李家山村、团山村、小汉山村、杨家坝村、夏家庵村、权家湾村、白马寺村、陶家湾村、邹家湾村、潘营村、张坝村、石门村、汉坪村、国庆村、红桥村、五丰村、草堰村、齐力村、高庄村